# John Jeremie

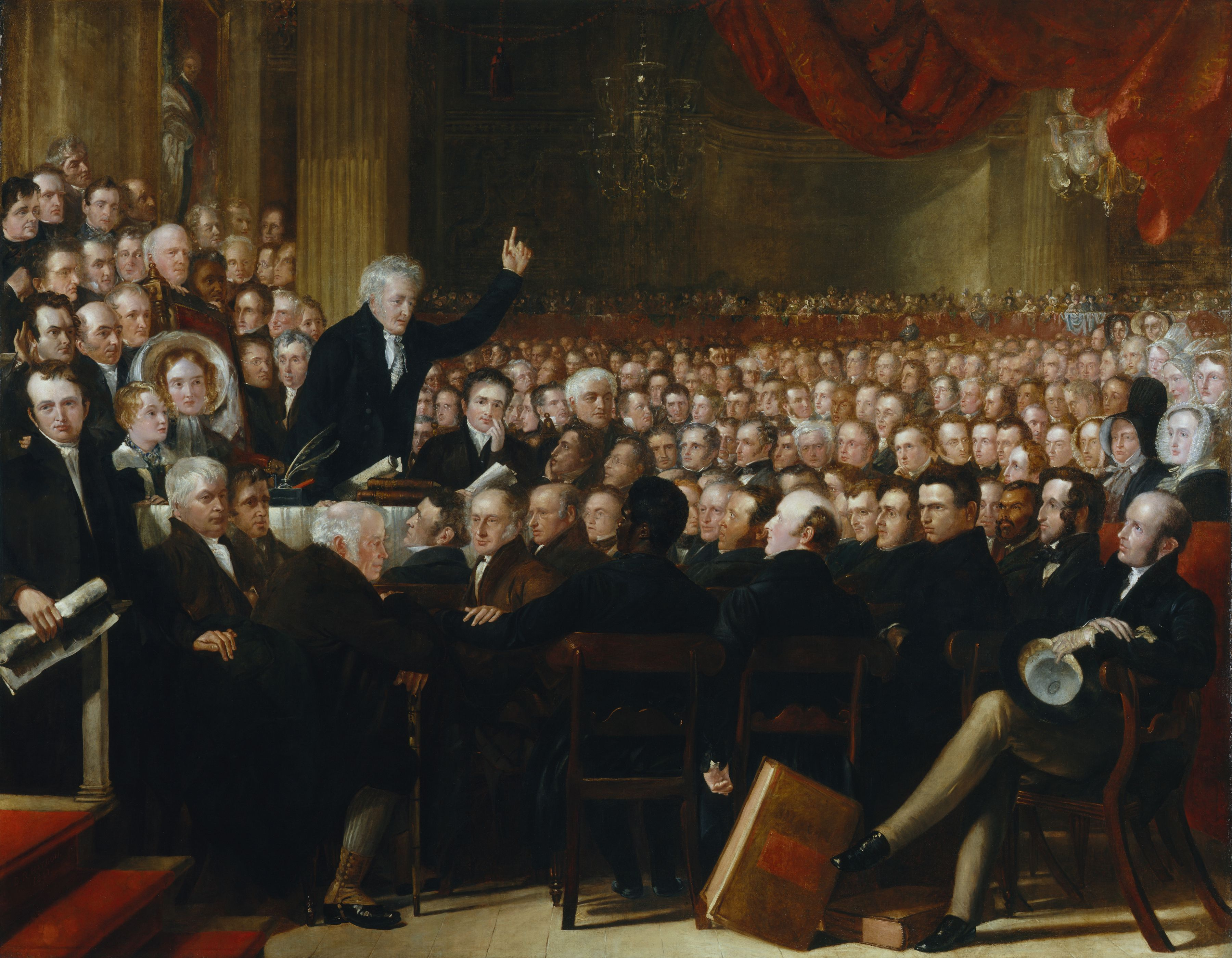
Convention de la Société Anti-Esclavagiste en présence de John Jérémy (au centre-droite).

John Jeremie, né en 1795 à Guernesey et mort le 23 avril 1841 à Port Loko est un juge, diplomate et administrateur colonial britannique. Il a notamment été chargé de l'abolition de l'esclavage à l'île Maurice.

## Biographie
John Jérémie junior est le fils de John Jérémie père, un avocat de Guernesey mort à Malte en 1810. John Jérémie junior a étudié en Angleterre dans le Devon, avant d'aller étudier le droit à l'université de Dijon. Il fut appelé au barreau de Saint-Pierre-Port dans son île natale. Il publia un ouvrage juridique posthume en l'honneur de son père.
En 1824, John Jérémie, parfaitement bilingue, a été nommé juge en chef sur l'île francophone et créole de Sainte-Lucie, un poste qu'il a occupé jusqu'en 1831. Pendant cette période, il a été appelé à administrer les lois sur l'esclavage qui s'appliquaient dans l'Empire britannique à l'époque. Bien que la traite des noirs ait été aboli dans l'Empire britannique, l'esclavage a continué à être pratiqué sous d'autres formes. La question de l'esclavage a continué d'être un sujet que John Jérémie a eu dans ses pensées toute sa vie. Il a écrit quatre essais sur l'esclavage colonial en soulignant les problèmes des communautés d'esclaves et les améliorations apportées à leurs conditions à Sainte-Lucie. Il a également apporté des conseils sur la façon de mettre fin à l'esclavage. Ces publications ont été portées à l'attention de l'opinion publique britannique et sont considérés comme ayant contribué à l'abolition de l'esclavage.
En 1832, John Jérémie a été nommé procureur et avocat général de l'île Maurice. Le gouverneur de Maurice, Sir Charles Colville, a rapporté qu'il y avait beaucoup de mauvais sentiment de la part de la population de l'île contre le Gouvernement de Sa Majesté. Son hostilité à l'égard de l'esclavagisme et comme abolitionniste fut difficile à gérer. Il a fallu une escorte armée pour lui descendre de son bateau après avoir tenté de quitter pendant deux jours.
Le 15 octobre 1840, il est  nommé gouverneur de la Sierra Leone. Il y meurt le 23 avril 1841.